# Mine d'argent historique de Tarnowskie Góry
La mine d'argent historique (en polonais : Zabytkowa Kopalnia Srebra) est une ancienne mine d'argent située à Tarnowskie Góry, en Silésie, en Pologne.
Site du patrimoine mondial de l'Unesco depuis 2017, elle est un vestige d'une industrie minière d'argent.
Le musée de la mine est un des sites de la route européenne du patrimoine industriel.